# Corex
Il processo Corex è un procedimento per la produzione di ghisa liquida. Al contrario di quanto avviene nel processo di produzione mediante altoforno, non è necessario l'utilizzo di carbon coke e vengono pertanto meno i conseguenti limiti relativi al tipo di carbone impiegabile nel processo stesso.

## Storia
Base del processo Corex attuale è il procedimento  KR (Kohle-Reduktions-Process / riduzione del carbone), sviluppato negli anni '70 del novecento in Brasile da Ralph Weber. Il brevetto corrispondente viene acquistato nel 1978 da Willy Korf il quale invita l'allora VOEST-Alpine ad una partnership per sviluppare ulteriormente ed industrializzare tale processo.
Dopo il fallimento della Korf Stahl AG, tutti i diritti passano alla VOEST-Alpine e, dopo la suddivisione di quest'ultima, in seguito a ulteriori passaggi, alla VAI.
IL primo impianto Corex commerciale viene installato presso la ISCOR in Sudafrica nel 1989 (capacità ca. 300.000 ton/anno). Nel frattempo sono messi in servizio con successo un impianto Corex presso la POSCO in Corea del Sud (600.000 ton/anno), un impianto presso Saldanha in Sudafrica e due impianti presso Jindal Steel in India. Due ulteriori impianti Corex vengono ordinati nel 1994 da Hanbo Steel in Corea, ma a causa del fallimento di quest'ultima non entreranno mai in servizio. Questi due impianti sono frattanto acquistati da Essar Steel e devono essere ricostruiti in India..
Nel novembre 2007 è stato messo in servizio presso Baosteel, a Shanghai, l'impianto Corex che, con una capacità produttiva di 1,5 milioni di tonnellate annuali, detiene il record attuale nel mondo.. Successivamente è stato ordinato dalla stessa Baosteel un ulteriore impianto Corex, entrato in servizio alla fine del 2011..

## Processo produttivo
Il processo produttivo Corex si compone di due passaggi di riduzione a liquido (smelting-reduction) che rendono possibile la produzione di ghisa a partire da carbone e minerale grezzi. Scopo del procedimento di riduzione sono, attraverso la combinazione con il processo di fusione, la gassificazione del carbone e la riduzione diretta della ghisa liquida, la cui qualità corrisponde a quella ottenibile da un processo tradizionale ad altoforno. 
La riduzione a liquido combina il processo di riduzione diretta (pre-riduzione dell'ossido di ferro a ferro spugnoso) con un procedimento di fusione (riduzione finale). Il processo da' inoltre origine, in due fasi, ad aggregati separati. Per prima cosa i minerali di ferro sono ridotti a ferro spugnoso, nel secondo passo avviene la riduzione finale, la fusione e la carburazione fino all'ottenimento della ghisa. L'energia necessaria al processo di fusione è fornita dalla gassificazione del carbone (semicoke, 'char'), mediante il quale si ottengono grandi quantità di monossido di carbonio e idrogeno, utilizzati poi come riducenti.

## Principio di base
Il minerale, sia in pezzatura che sinterizzato o pellettizzato, od una mescola di questi, viene reso metallico a circa il 90 % all'interno di un pozzo in controcorrente con idoneo gas di riduzione e trasportato tramite coclea in un predisposto fusore-gassificatore nel quale avvengono, assieme alla riduzione e fusione del ferro spugnoso, le necessarie reazioni metallurgiche nel metallo e nella scoria. Ghisa e scoria vengono poi spillate allo stesso modo di quanto avviene in altoforno. Analisi sulla scoria da Corex non hanno, in linea di principio, dato differenze rispetto alla scoria da altoforno.
Il  gas d'altoforno ottenuto dal pozzo di riduzione è reso disponibile all'impiego energetico e metallurgico, con il nome di  exportgas, dopo depurazione e raffreddamento in un impianto di lavaggio. L'exportgas Corex si caratterizza per il medio potere calorifico (Hu = 7.500-8.000 kJ/normal metri cubo) e l'elevata purezza (Polveri 5–10 mg/normal metri cubo).
Il carbone viene immesso alla sommità del fusore-gassificatore. Dopo l'essiccamento ed il degasaggio di tale carbone si forma nel fusore-gassificatore un letto solido di semicoke (char). Nel focolare del fusore-gassificatore avviene il degasaggio del semicoke mediante ossigeno. Nella parte superiore del letto solido si formano ulteriori gas mediante pirolisi del carbone. Il risultante gas caldo ottenuto da questo processo (ca. 1.000 °C) consiste prevalentemente di CO e H2 ed è carico di polveri sottili. Dopo raffreddamento e depolverizzazione (ciclone a caldo) questo gas grezzo viene immesso nel pozzo riduttore come agente riducente. La polvere abbattuta dal ciclone viene riportata nel fusore-gassificatore e lì ulteriormente degasata mediante estrazione con ossigeno.

## Vantaggi e svantaggi rispetto al processo altoforno
- L'impiego di carbone grezzo elimina la necessità di una cokeria. Viene pertanto eliminata una fonte essenziale di emissioni di uno stabilimento siderurgico.

- Alle alte temperature di degasaggio del carbone nel reattore di fusione T > 1.000 °C), i composti organici vengono scomposti completamente nei loro componenti gassosi (CO, CO2, H2), i composti organici dello zolfo vengono convertiti in carbonio e gas idrogenati COS, H2S). Nei processi successivi nel fusore-gassificatore, tali composti, maleodoranti e altamente tossici, sono legati quasi completamente in ferro spugnoso, in materiali inerti ed in scoria, e come tali immobilizzati.

- La maggiore flessibilità per quanto riguarda l'eterogeneità della carica permette una conduzione stabile del processo anche con qualità dei materiali in ingresso molto variabile. Inoltre il Corex permette una maggiore efficienza economica della regolazione del processo grazie alla tolleranza contro le oscillazioni nella capacità di carica ed i vantaggi presenti nel più facile avvio e fermata impianto.

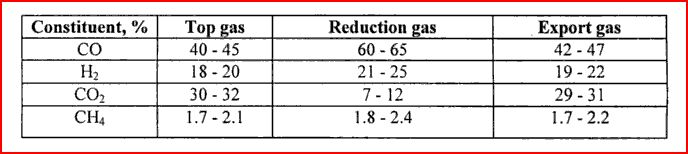
Analisi dei gas Corex

- Il principale svantaggio del processo consiste nelle enormi quantità di gas Corex risultanti, che devono essere comunque impiegati per poter rendere il processo economicamente sostenibile. Poiché il gas è scarsamente impiegabile in uno stabilimento siderurgico moderno, esso dovrà essere in buona parte venduto per essere utilizzato come fonte energetica per la produzione di energia elettrica o, nell'industria pesante, di calore.

## Utilizzo di residui e scarti
Così come avviene nel processo altoforno, i residui e gli scarti metallurgici comunemente presenti in uno stabilimento siderurgico possono essere utilizzati nel processo Corex.
Allo scopo sono idonei i materiali metallici, gli ossidi ed anche i materiali carboniosi. Ad esempio le polveri sottili e la scaglia di laminazione vengono bricchettate a freddo e successivamente utilizzate per alimentare il pozzo di riduzione. I fanghi provenienti dal lavaggio dei gas (ad esempio i gas provenienti dalla carica) vengono pellettizzati ed assieme a polvere di carbone immessi nel fusore-gassificatore. Anche i fanghi di processo possono essere reimmessi allo stesso modo. Il 10% del pellet transita direttamente attraverso l'alimentazione, allo scopo di evitare un accumulo di metalli pesanti. Il materiale non reimmesso nel processo Corex può essere trattato con alcali o residui ricchi di zinco (ad esempio polveri di stabilimento) poiché la capacità funzionale dell'impianto risulterebbe ridotta. Questo vale in analogia al processo altoforno.

## Brevetti
- AT373970 Procedimento e dispositivo relativo alla produzione di ghisa liquida o semiprodotti in acciaio (Verfahren und Vorrichtung zur Herstellung von fluessigem Roheisen oder Stahlvorprodukten)
- AT382390 Procedimento relativo alla produzione di ghisa liquida o semiprodotti in acciaio (Verfahren zur Herstellung von fluessigem Roheisen oder Stahlvorprodukten)
- AT2000459CR Processo di gassificazione del carbone tramite aria compressa secondo il compressore Suardi-Ransenigo